# Divizia A 2020-2021 (calcio Moldavia)
La Divizia A 2020-2021 è stata la 30ª edizione della seconda serie del campionato moldavo di calcio. La stagione è iniziata il 24 luglio 2020 ed è terminata il 25 maggio 2021.

## Stagione

### Novità
Al termine della stagione 2019 sono retrocesse in Divizia B Sîngerei e CF Ungheni, mentre lo Sparta Chișinău si è ritirato a stagione in corso. Sono salite in Divizia Națională Florești e Dacia Buiucani. Sono salite dalla Divizia B Olimp Comrat, Fălești e Sucleia. Dopo essere stato estromesso dal campionato al termine della stagione 2017, la Federcalcio moldava ha riammesso in Divizia A lo Sheriff Tiraspol B.
Lo Zarea Bălți si è sciolto dopo aver dichiarato bancarotta e al suo posto è stato creato il Bălți, che prosegue la tradizione sportiva dello Zaria e della città di Bălți.

### Formula
Le 14 squadre partecipanti si affrontano due volte, per un totale di 26 giornate

La prima classificata viene promossa alla Divizia Națională 2021-2022.
La seconda classificata gioca lo spareggio promozione-retrocessione con la nona classificata della Divizia Națională 2020-2021.
Le ultime due classificate retrocedono in Divizia B.

## Classifica finale
|  | Pos. | Squadra            | Pt | G  | V  | N | P  | GF | GS  | DR  |
|  | ---- | ------------------ | -- | -- | -- | - | -- | -- | --- | --- |
|  | 1.   | Bălți              | 69 | 26 | 23 | 0 | 3  | 85 | 17  | +68 |
|  | 2.   | Cahul              | 57 | 26 | 18 | 3 | 5  | 70 | 23  | +47 |
|  | 3.   | Sheriff Tiraspol B | 54 | 26 | 17 | 3 | 6  | 46 | 24  | +22 |
|  | 4.   | Spartanii Selemet  | 46 | 26 | 14 | 4 | 8  | 57 | 42  | +15 |
|  | 5.   | Sucleia            | 43 | 26 | 14 | 4 | 8  | 64 | 38  | +26 |
|  | 6.   | Speranța Drochia   | 42 | 26 | 12 | 6 | 8  | 49 | 42  | +7  |
|  | 7.   | Olimp Comrat       | 38 | 26 | 11 | 5 | 10 | 51 | 44  | +7  |
|  | 8.   | Iskra Rîbnița      | 35 | 26 | 9  | 8 | 9  | 53 | 49  | +4  |
|  | 9.   | Tighina            | 30 | 26 | 9  | 3 | 14 | 42 | 61  | -19 |
|  | 10.  | Real Succes        | 28 | 26 | 7  | 7 | 12 | 44 | 35  | +9  |
|  | 11.  | Victoria Chișinău  | 26 | 26 | 7  | 5 | 14 | 61 | 65  | -4  |
|  | 12.  | Grănicerul Glodeni | 22 | 26 | 7  | 1 | 18 | 25 | 61  | -36 |
|  | 13.  | Fălești            | 18 | 26 | 6  | 0 | 20 | 40 | 92  | -52 |
|  | 14.  | Sireți             | 9  | 26 | 2  | 3 | 21 | 26 | 121 | -95 |

Legenda:
      Promossa in  Divizia Națională 2021-2022
      Retrocessa in Divizia B 2021-2022
Note:
Tre punti a vittoria, uno a pareggio, zero a sconfitta.

## Spareggio promozione/retrocessione
Allo spareggio promozione/retrocessione sarebbero state ammesse la nona classificata in Divizia Națională 2020-2021 e la seconda classificata in Divizia A, ma, in seguito all'esclusione dal campionato dello Speranța Nisporeni, la gara è stata annullata e il Cahul non è stato ammesso in massima serie.